# Ronde van Guangxi (mannen)
De Ronde van Guangxi is een wielerronde die sinds 2017 jaarlijks wordt verreden door de autonome regio Guangxi in het zuiden van China. De wedstrijd maakt deel uit van de UCI World Tour.
De Ronde van Guangxi is ontstaan als opvolger van de Ronde van Peking die tussen 2011 tot 2014 werd verreden. Van 19 tot 24 oktober 2017 werd de eerste editie verreden van deze zesdaagse wielerronde, die gewonnen werd door de Belg Tim Wellens. Vanwege de coronapandemie werd de wedstrijd in 2020, 2021 en 2022 niet verreden. In 2023 ging de eindzege naar de Nederlander Milan Vader.